# Grutas do Vaticano

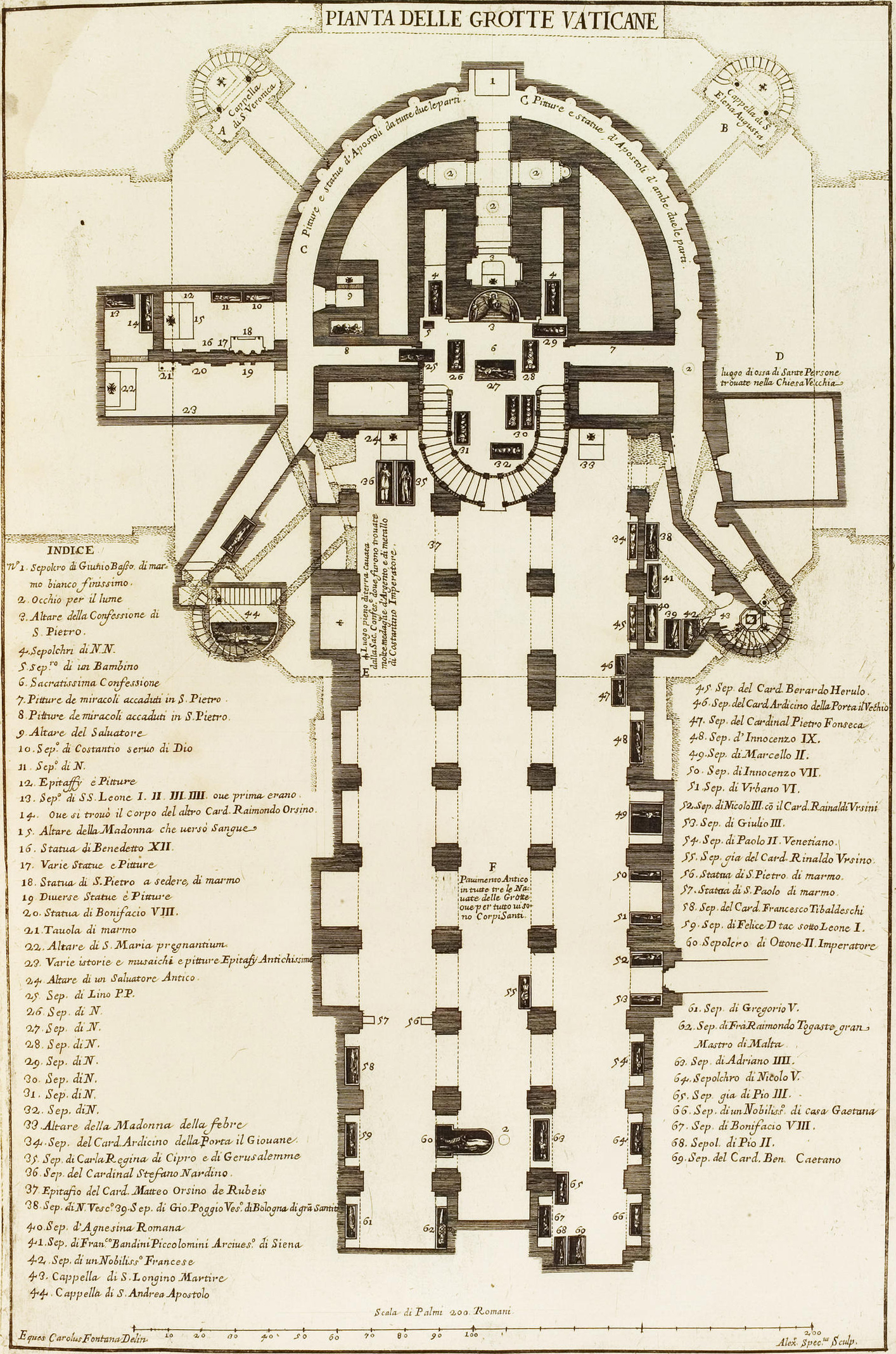
Planta das Grutas do Vaticano (1694)

As Grutas do Vaticano (em italiano:  Grotte Vaticane) são uma série de câmaras e capelas subterrâneas localizadas sob parte da nave da Basílica de São Pedro, no Vaticano. Situam-se três metros abaixo do piso atual e estendem-se do altar-mor (o chamado altar papal) até cerca da metade do corredor, formando uma verdadeira igreja subterrânea que ocupa o espaço entre o piso atual da Basílica e o da antiga basílica constantiniana do século IV.
As Grutas do Vaticano não devem ser confundidas com a Necrópole Vaticana, que é um antigo cemitério que remonta à época romana e fica em um nível mais baixo, abaixo das Grutas e da Basílica.

## História e desenvolvimento

### Origens
As origens das Grutas do Vaticano remontam ao século XVI, especificamente por volta de 1590-1591, quando foram construídas para sustentar o piso da Basílica de São Pedro, da era renascentista. O conceito inicial foi proposto pelo arquiteto Antonio da Sangallo, o Jovem, ao Papa Leão X após a morte de Rafael em 1520.
O Papa Clemente VIII, em 1592, empreendeu reformas significativas na cripta medieval, batizando-a de "Clementina" e instalando um altar do século XVII próximo ao túmulo de São Pedro. Entre 1616 e 1617, o Papa Paulo V acrescentou corredores retos que levavam à Confissão de São Pedro, juntamente com várias capelas, como a Capela do Salvatorello e a Capela da Madonna de Bocciata, adornadas com pinturas hagiográficas de Giovanni Battista Ricci.
No século XVII, sob o Papa Urbano VIII, quatro pequenos oratórios foram criados na base dos pilares que sustentam a cúpula, projetados por Gian Lorenzo Bernini e decorados por artistas como Agostino Ciampelli e Guidobaldi Abbatini.
Ao longo dos anos, vários papas contribuíram para sua expansão e embelezamento.

### Adições e significados posteriores

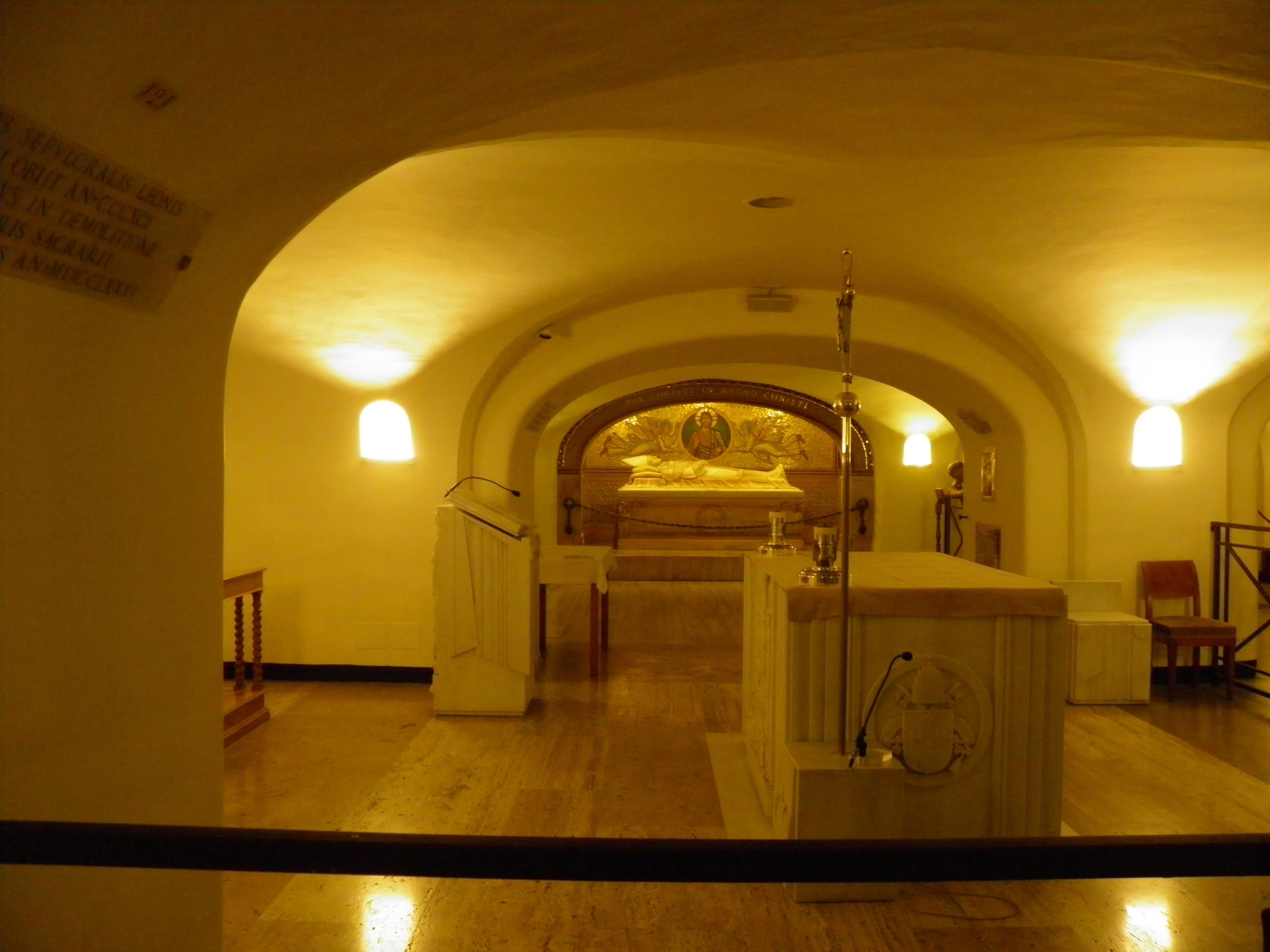
Capela nas Grutas

Após meados do século XX, várias capelas foram adicionadas ao redor do túmulo de São Pedro, representando diversas nacionalidades e santos padroeiros. Entre elas, destacam-se as capelas irlandesa, polonesa, lituana, dos santos padroeiros da Europa e mexicana, além do oratório com o túmulo do Papa Pio XII.
Em 1979, um grande arco foi aberto para tornar visível a fachada da Confissão, com o Nicho dos Pálios. Esta área, mais próxima do túmulo de São Pedro, é cercada por capelas dedicadas a Nossa Senhora, formando uma coroa ao redor do túmulo do Apóstolo. O espaço central das grutas, que abriga os túmulos de sucessivos papas, assemelha-se a uma basílica inferior com três naves.

## Arte e arquitetura
As Grutas do Vaticano abrigam afrescos, mosaicos, esculturas e inscrições, muitas das quais são relíquias da versão mais antiga da Basílica de São Pedro. As grutas serviram como um espaço memorial, preservando as últimas imagens e elementos da antiga basílica.

## Sepultamentos

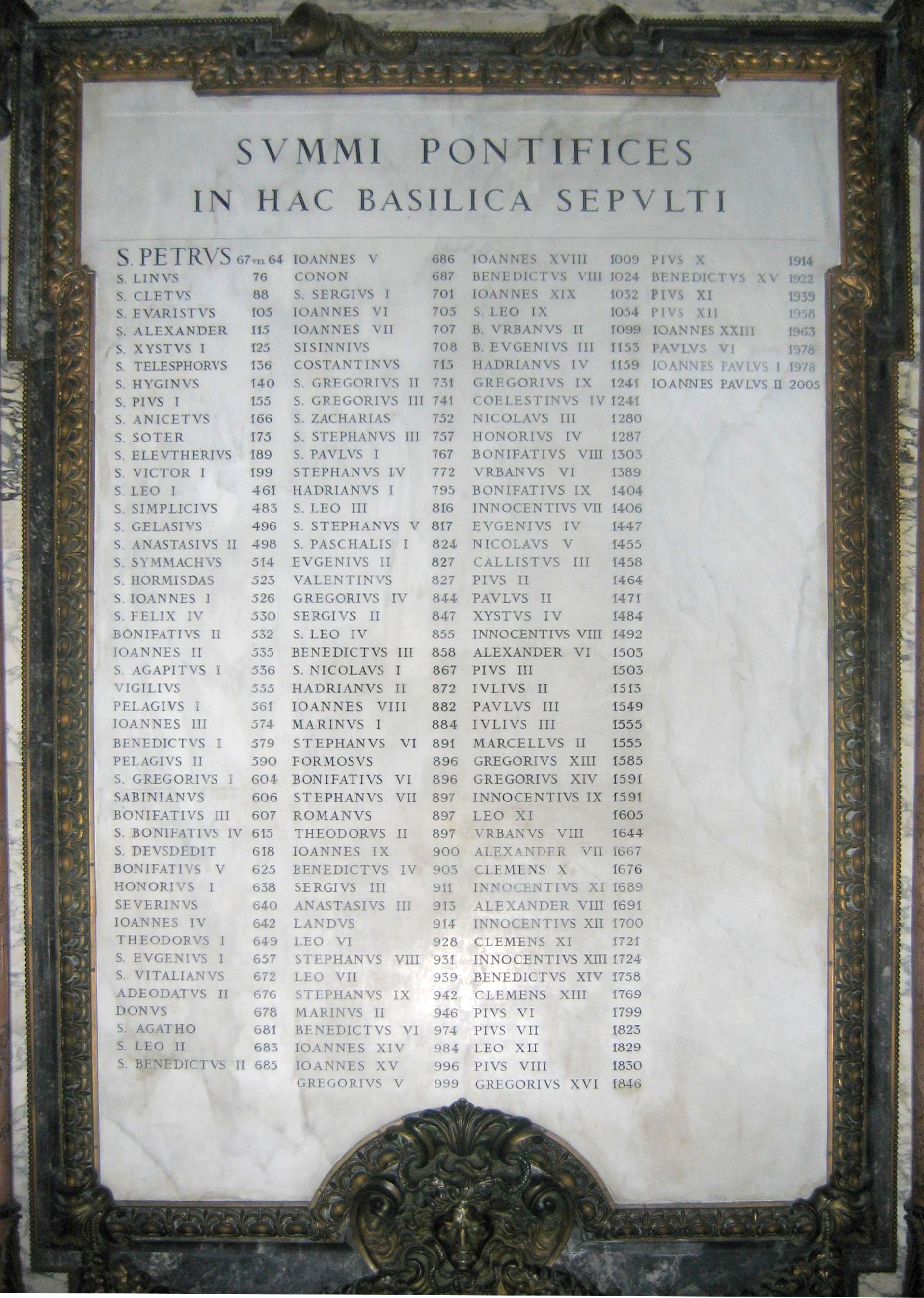
Lista de papas enterrados na Basílica de São Pedro, em 2006

As Grutas abrigam os túmulos de 91 papas. Notavelmente, o Papa João Paulo II foi sepultado aqui em 2005, antes de seus restos mortais serem transferidos para o Altar de São Sebastião. Além disso, abriga os túmulos de alguns membros da realeza, como a rainha Cristina da Suécia e a rainha Carlota de Chipre. Dentro da Capela Clementina, atrás do altar, encontra-se o Túmulo de São Pedro, marcado por uma grade que cobre um pouco de mármore branco.